# Rio Regnana
Il Rio Regnana è un torrente della provincia autonoma di Trento lungo circa 9 km, tributario di sinistra del torrente Avisio.

## Descrizione

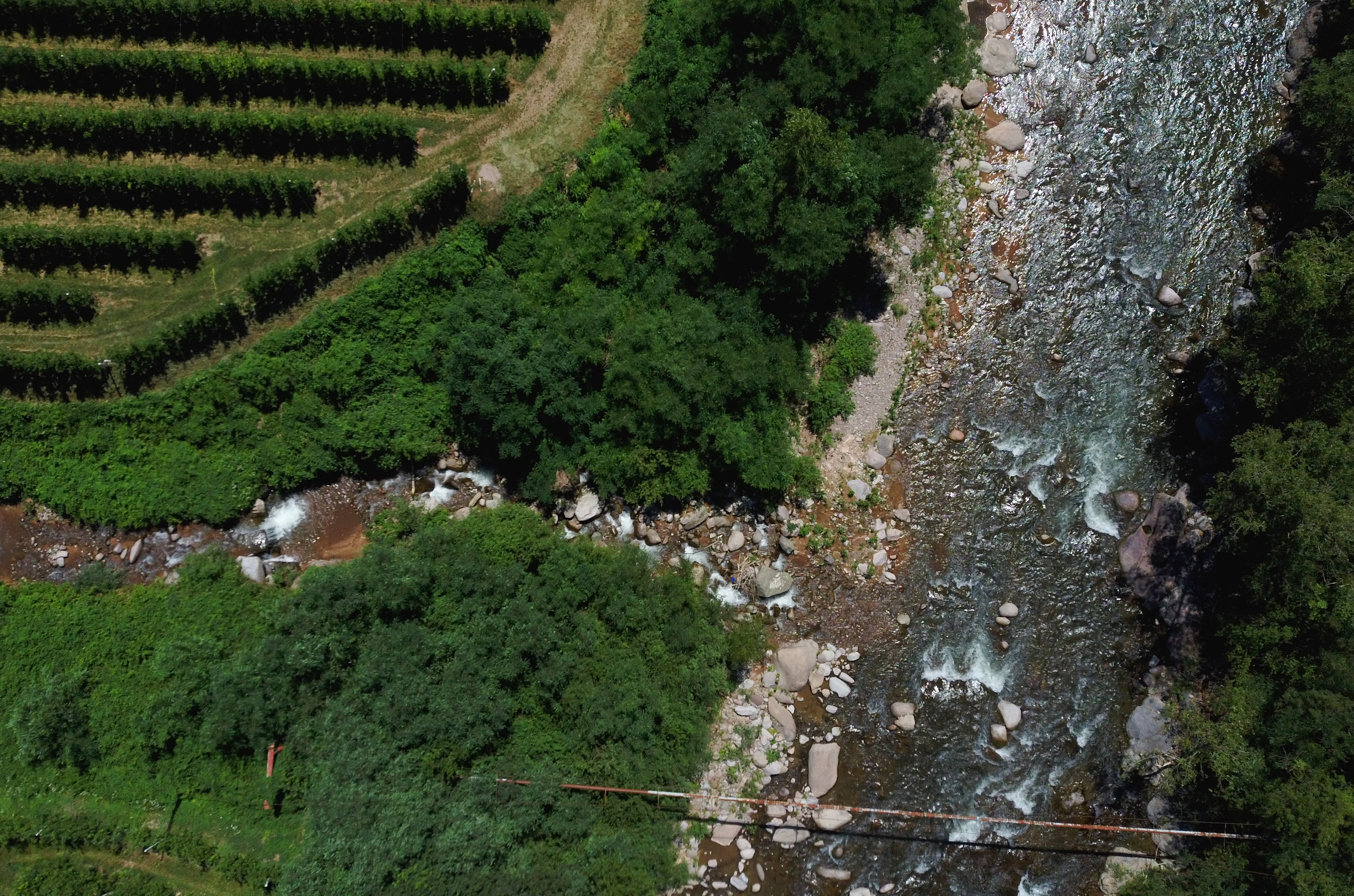
La foce del rio Regnana

La sorgente del Rio Regnana si trova nei pressi del paese di Regnana (frazione del comune di Bedollo), e scende a valle passando sotto le piramidi di Segonzano e alla base delle pendici settentrionali del dosso di Ceramonte; lungo il suo percorso, il Regnana riceve le acque del rio de la val dell'Inferno (il principale che scende dal monte Rujoch) e quelle di alcuni altri rivi del versante settentrionale del dosso di Costalta. Poco a valle di Bedollo, il Regnana compie un salto di oltre trenta metri nella cascata del lupo. Il rio sfocia nel torrente Avisio nel comune di Segonzano, presso il confine con Altavalle (in corrispondenza del "ponte dell'amicizia" lungo la strada provinciale 101).
Nel rio si trovano allo stato naturale la trota fario e la trota iridea.

## Storia
Anticamente, il Rio Regnana scorreva interamente nell'altopiano di Piné e andava a gettarsi nel torrente Fersina; a seguito della scomparsa della soglia morenica presso l'odierno paese di Centrale (Bedollo), il corso d'acqua è stato "catturato" dal torrente Avisio, favorendo tra l'altro la formazione delle piramidi di Segonzano.
Tra il 1796 e il 1797, durante le invasioni francesi del Principato Vescovile di Trento, il Rio Regnana divenne uno dei principali percorsi militari delle truppe di Napoleone Bonaparte per collegare gli avamposti di Segonzano e Bedollo. 
Il Rio Regnana fu uno dei corsi d'acqua protagonisti delle alluvioni che flagellarono la Val di Cembra a seguito delle piogge torrenziali del settembre 1882, causando danni in tutta la valle delle Piramidi; in particolare il 16 settembre, un cedimento della sponda destra dell'alveo in corrispondenza dell'abitato di Piazzo fece precipitare diversi edifici (tra cui parte del palazzo dei baroni a Prato) e si portò via anche tre o quattro mulini.

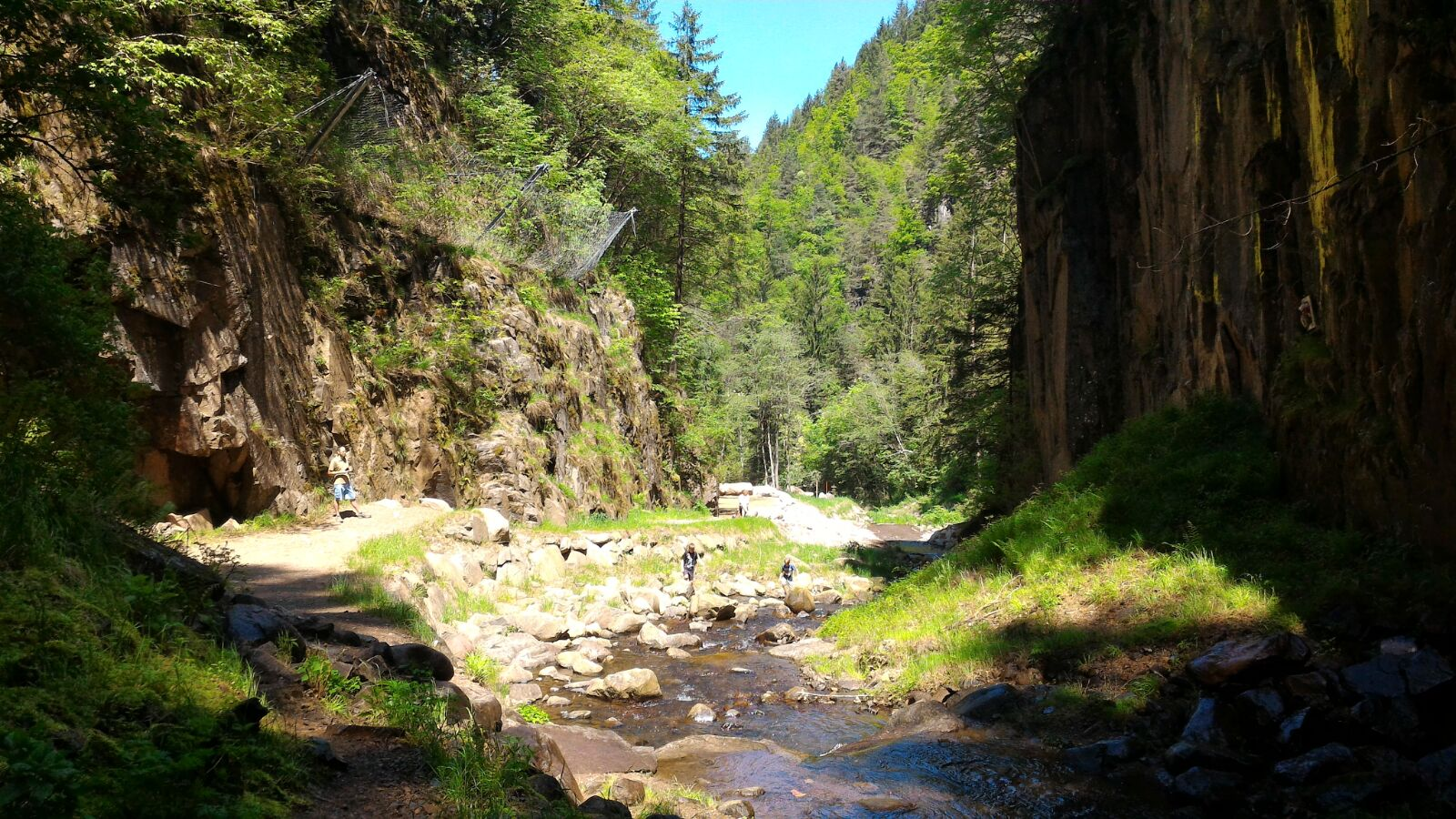
Il rio Regnana appena dopo il salto della cascata del lupo